# Bétaille

Bétaille este o comună în departamentul Lot din sudul Franței. În 2009 avea o populație de 1.060 de locuitori.

## Evoluția populației
| An        | 1975 | 1982 | 1990 | 1999 | 2006 | 2009  |
| --------- | ---- | ---- | ---- | ---- | ---- | ----- |
| Populație | 776  | 789  | 810  | 826  | 925  | 1.060 |